# Massaker von Koniuchy
Das Massaker von Koniuchy war ein Überfall sowjetischer und jüdischer Partisanen auf das ostpolnische Dorf Koniuchy (deutsch Konjuchy, heute litauisch Kaniūkai, nahe bei Vilnius im damaligen Reichskommissariat Ostland), bei dem am 29. Januar 1944 das Dorf zerstört und zwischen 130 und 300 Bewohner, darunter Frauen und Kinder, ermordet wurden.

## Vorgeschichte
Bis 1939 befand sich das Dorf Koniuchy in der polnischen Wojewodschaft Nowogrodek und war ausschließlich von polnischer Bevölkerung in einer ethnisch gemischten Region (polnisch-litauisch-belarussisch-jüdisch) bewohnt. In Folge des Hitler-Stalin-Pakts und des sowjetischen Überfalls auf Polen vom 17. September 1939 wurde das Gebiet von der Roten Armee besetzt und im Oktober 1939 an die unabhängige Republik Litauen abgetreten. Ein halbes Jahr später (15. Juni 1940) kam es zum erneuten Einmarsch der Sowjettruppen und das Land wurde als Litauische Sozialistische Sowjetrepublik an die UdSSR angeschlossen. Von 23. Juni 1941 bis 13. Juli 1944, im Zuge von Hitlers Angriff auf die Sowjetunion wurde die Region von deutschen Truppen besetzt und zum Teil des Reichskommissariats Ostland erklärt.
Die einjährige sowjetische Herrschaft war von sehr brutalen Repressionen geprägt – Zehntausende wurden hingerichtet bzw. nach Sibirien deportiert, wobei zu den „Zielgruppen“ besonders die gebildeten und besitzenden Schichten, aber auch Gruppen gehörten, die mit dem litauischen oder polnischen Staat in Verbindung gebracht wurden oder als nicht sowjetkonform galten (wie z. B. Historiker, Literaten und katholischer Klerus). Als Kollaborateure der neuen Machthaber wurden Juden angesehen.
In diesem Kontext wurde der Einmarsch deutscher Truppen zunächst von großen Teilen der litauischen Bevölkerung begrüßt und als das geringere Übel bewertet. Es kam zu einigen spontanen Gewaltaktionen gegen Kommunisten und gegen als prosowjetisch verdächtigte Juden.
Auch bei den unverzüglich einsetzenden Internierungen, Deportationen und Massenerschießungen von Juden, denen unter der deutschen Besatzung bis zu 95 Prozent der jüdischen Bevölkerung und ein Großteil der im Lande verbliebenen litauischen Kommunisten zum Opfer fiel, fanden die deutschen Besatzer Unterstützung in der litauischen Bevölkerung und bei den unter deutscher Kontrolle operierenden Hilfstruppen und Verwaltungsorganen.
Diese Kooperation ließ zwar mit der Zeit deutlich nach und erreichte nicht das Ausmaß anderer baltischen Staaten, war aber auch durch die deutsche Vorzugsbehandlung der als „quasigermanisch“ eingestuften Balten begünstigt (in Gegensatz zur Bevölkerung in besetzten slawischen Ländern). Zusätzlich sah sich Litauen in seinem Streben nach nationaler Selbständigkeit durch Polen und die UdSSR bedroht.
Ende 1943 formierte sich zwar der litauische Widerstand zum Obersten Komitee zur Befreiung Litauens und erklärte sich sogar am 16. Februar 1944 zur provisorischen Regierung der Republik Litauen, dieser beschränkte sich jedoch hauptsächlich auf die politische Arbeit im Untergrund. Bewaffnete Aktionen gegen die Deutschen gingen dagegen vornehmlich von zwei anderen Gruppen aus: Sowjetisch kontrollierten Partisanengruppen in den ostlitauischen Wäldern, denen sich auch jüdische Flüchtlinge aus Ghettos von Kaunas, Vilnius und Šiauliai anschlossen (unter denen eine wesentliche Rolle Mitglieder der Fareinikte Partisaner Organisatzije (FPO) spielten, einer 1942 im Ghetto von Vilnius gegründeten jüdischen Widerstandsbewegung).
Im vormals polnischen und mehrheitlich polnisch besiedelten Gebiet um Vilnius operierte wiederum die Polnische Heimatarmee (AK), die größte Widerstandsbewegung in Litauen.
Sie führte Aktionen gegen die deutsche Besatzung und ihre litauischen Unterstützer durch, befand sich aber auch mit den sowjetischen Partisanen im Konflikt. AK schützte die polnische Bevölkerung gegen Plünderungen und Übergriffe dieser Gruppen und sah sich als Vertreter der polnischen Interessen an.

## Der Überfall auf Koniuchy
Koniuchy, ein großes polnisches Dorf am Rand von Rudnicki-Wald, ca. 30 km südöstlich von Vilnius, wurde in den Jahren 1942–1943 mehrmals von sowjetischen und jüdischen Partisanen überfallen, wobei Lebensmittel, Vieh und Bekleidung entwendet wurden. Um sich gegen diese Plünderungszüge zu schützen, bildeten die Bewohner eine Selbstschutzgruppe und verweigerten weitere Lieferungen. Als Strafaktion für den Ungehorsam und zugleich als Exempel für andere polnische Ortschaften wurde Koniuchy als „Sitz einer faschistischen Garnison“ (wie es nach sowjetischen Sprachgebrauch hieß) am 29. Januar 1944 überfallen.
Chaim Lazar, Historiker des jüdischen Widerstandes im Ghetto von Vilnius und selbst FPO-Mitglied, schildert den Überfall auf Koniuchy folgendermaßen:

„Eines Abends rückten 120 von den besten Partisanen aus allen Lagern, ausgerüstet mit ihren besten verfügbaren Waffen, gegen das Dorf vor. Unter ihnen befanden sich rund 50 Juden, angeführt von Yaakov Prenner. Der Plan war, sogar das Vieh zu töten und allen Besitz zu zerstören. […] Mit eigens vorbereiteten Fackeln brannten die Partisanen die Häuser, Ställe und Scheunen nieder, während sie gleichzeitig schweres Feuer auf die Häuser eröffneten. […] Die Mission war in kurzer Zeit abgeschlossen. Sechzig Haushalte, die aus insgesamt ungefähr 300 Personen bestanden, wurden zerstört, Überlebende gab es nicht.“

Erhebliche Abweichungen in der Zahl der Angreifer und Opfer bietet dagegen ein Lagebericht der Polnischen Heimatarmee vom Februar 1944:

„Ende Januar wurde das Dorf Koniuchy durch eine 2000 Mann starke jüdisch-bolschewistische Bande umzingelt und in Brand gesetzt. Auf die flüchtenden Bewohner wurde geschossen. Die Gefangengenommenen, Erwachsene wie auch Kinder, wurden lebendig ins Feuer geworfen. Ergebnis: 34 Tote, 14 Verletzte, die Zahl der bei lebendigem Leib verbrannten Personen wurde nicht festgestellt. Von 50 Gebäuden blieben nur noch vier übrig. Der Grund für den Überfall war die Tatsache, daß das Dorf durch Litauer teilweise bewaffnet worden war, und sich bis zum genannten Überfall gegen Plünderungen gewehrt hatte.“

Henrik Ziman, Erster Sekretär des Südlichen Untergrundkomitees der Kommunistischen Partei Litauens und an der Aktion führend beteiligt, sandte am 31. Januar 1944 eine verschlüsselte Nachricht an Antanas Sniečkus, Chef der in Litauen operierenden Partisanen in Moskau:

“On January 29 the joint group of Vilnius partisans, ‘Śmierć Okupantowi’ and ‘Margiris’ groups and the special group of General Headquarters burnt down the most ardent and self-defensive village of the Ejszysk region, Koniuchy.”

„Am 29. Januar brannte die vereinte Gruppe Vilnius-Partisanen, bestehend aus den Gruppen ‚Śmierć Okupantowi‘ (‚Tod den Besatzern‘), ‚Margis‘ und der Spezialgruppe des Generalhauptquartiers den Ort des härtesten Widerstandes im Landkreis Eišiškės – Koniuchy, nieder.“

## Untersuchung durch das IPN
Veranlasst durch eine Anzeige des Canadian Polish Congress (CPC) begann das Instytut Pamięci Narodowej (IPN, Institut für Nationales Gedenken) in Warschau im Februar 2001 eine Untersuchung des Vorgangs mit Zeugenbefragungen und Sichtung der erhaltenen Dokumente. Die Staatsanwaltschaften von Belarus, Russland, Litauen und Israel wurden um Amtshilfe gebeten und einbezogen. Infolge der Untersuchungen (Stand 2005) konnten 38 Opfer – Männer, Frauen und Kinder – namentlich identifiziert werden. Eine weitere Untersuchung soll die Zahl weiterer Opfer näher bestimmen.